# Сарайва Геррейру, Рамиру
Рамиру Сарайва Геррейру (порт. Ramiro Saraiva Guerreiro, 2 декабря 1918, Салвадор (Баия), Бразилия — 19 января 2011, Рио-де-Жанейро, Бразилия) — бразильский государственный деятель, министр иностранных дел Бразилии (1979—1985).

## Биография
В 1939 г. окончил юридический факультет Федерального университета Рио-де-Жанейро.
- 1946—1950 гг. — третий секретарь бразильского представительства при ООН,
- 1950—1952 гг. — в посольстве Бразилии в Боливии,
- 1953—1956 гг. — второй секретарь посольства в Испании,
- 1956—1960 гг. — второй секретарь посольства в США.

Затем на руководящих должностях в системе МИД страны:
- 1974—1978 гг. — генеральный секретарь (Secretaria-Geral das Relações Exteriores),
- 1978—1979 гг. — посол во Франции,
- 1979—1985 гг. — министр иностранных дел Бразилии. Являлся одним из сторонников так называемого ответственного прагматизма во внешней политике, отдавая приоритет развитию сотрудничества по оси «Юг-Юг». В 1980 г. предпринял большое африканское турне, посетив многие государства континентиа, в том числе Танзанию, Замбию, Зимбабве, Анголу и Мозамбик. Также выступал за укрепление взаимодействия между государствами Латинской Америки, поддерживал создание независимого палестинского государства и юрисдикцию Аргентины над Фольклендскими островами.
- 1985—1987 гг. — посол в Италии.

В конце своей карьеры во время президентства Жозе Сарнея (1985—1990) был назначен спецпредставителем по урегулированию вопроса по внешнему долгу Бразилии, когда страна объявила частичный мораторий на его выплату.
В 1992 г. ушел в отставку.